# Novo Brdo
Novo Brdo
in albanese Artana è una città del Kosovo.

## Geografia antropica

### Suddivisioni amministrative
La municipalità si divide nei seguenti villaggi:
Bostane, Zebince, Izvor, Jasenovik, Klobukar, Labljane, Manišince, Novo Brdo, Prekovce e Trnićevce.

## Società

### Evoluzione demografica
| Composizione etnica |          |   |       |   |        |   |       |   |        |
| Anno/Etnia          | Albanesi | % | Serbi | % | Romani | % | Altri | % | Totale |
| 2023                | 3.851    |   | 2.750 |   | 61     |   | 8     |   | 6.670  |